# Франциско (супутник)
Франциско (англ. Francisco) — нерегулярний супутник планети Уран, який обертається у зворотний бік.
Названий за ім'ям персонажа з п'єси Шекспіра «Буря». Також позначається як Уран XXII.

## Історія відкриття
Вперше супутник спостерігався 13, 25 серпня і 21 вересня 2001 року групами астрономів під керівництвом Метью Холмана та Бретта Гледмана. Пізніше Гледман ідентифікував цей об'єкт на знімках, зроблених Філіппом Руссело й Олів'є Музі 3 і 5 вересня 2002 року. Супутник отримав тимчасове позначення S/2001 U 3.
Власну назву отримав 29 грудня 2005 року.